# Leitungswasser

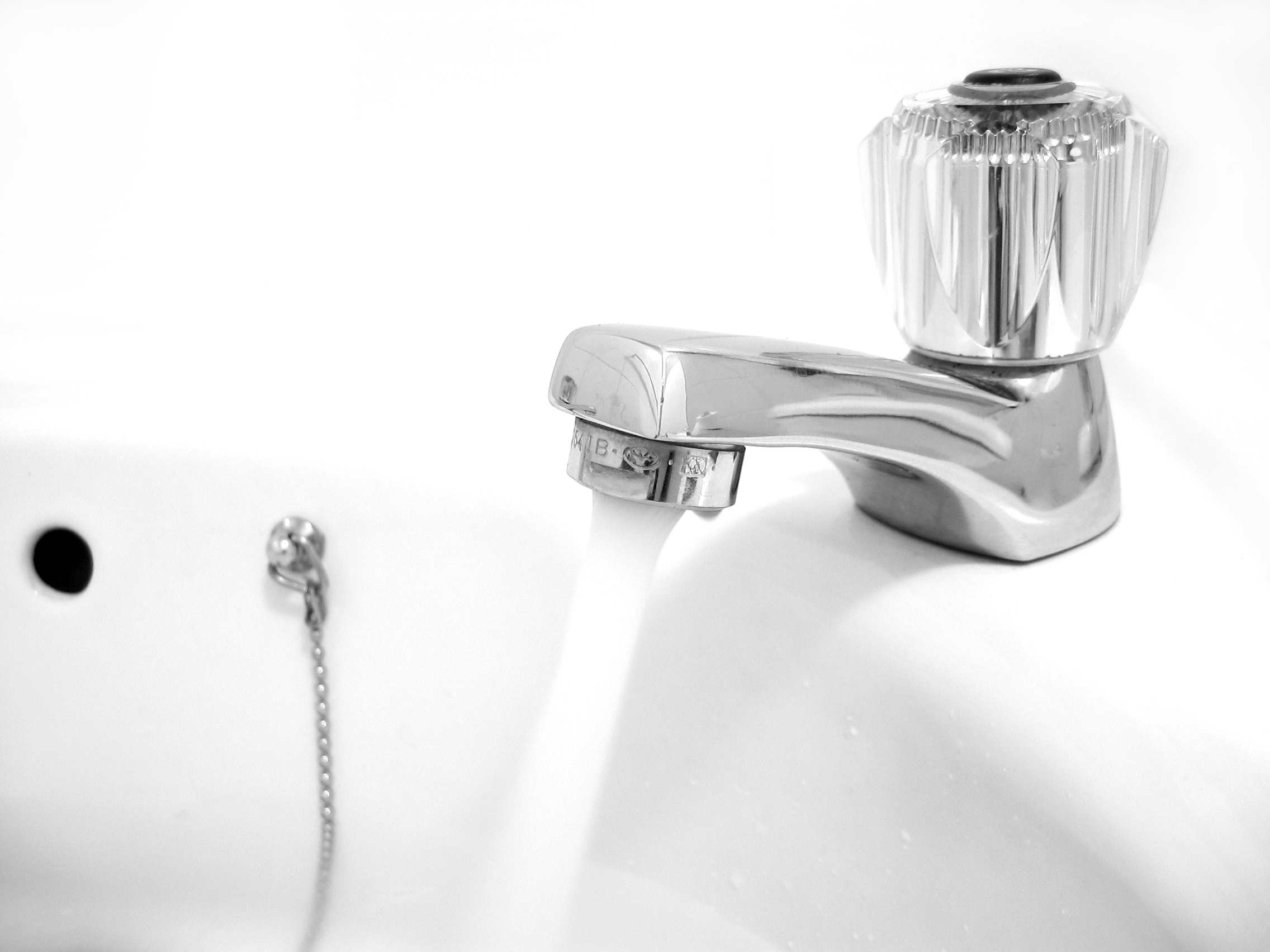
Leitungswasser aus dem Wasserhahn

Leitungswasser ist ein Sammelbegriff für technisch in Wasserleitungen (Rohrleitungen) zugeführtes oder sich dort befindendes Wasser. Es kann sich dabei um Trinkwasser oder Betriebswasser handeln.
Leitungswasser wird in Deutschland und vielen europäischen Staaten als „das am besten kontrollierte Lebensmittel“ bezeichnet. Der Schadstoffgehalt ist im Allgemeinen geringer als bei vielen Mineralwässern, da die Mineral- und Tafelwasserverordnung weniger strenge Auflagen macht als die Trinkwasserverordnung. Zudem bestehen Bedenken, dass Weichmacher und andere lösliche Inhaltsstoffe aus Kunststoffflaschen ins Wasser übergehen können.

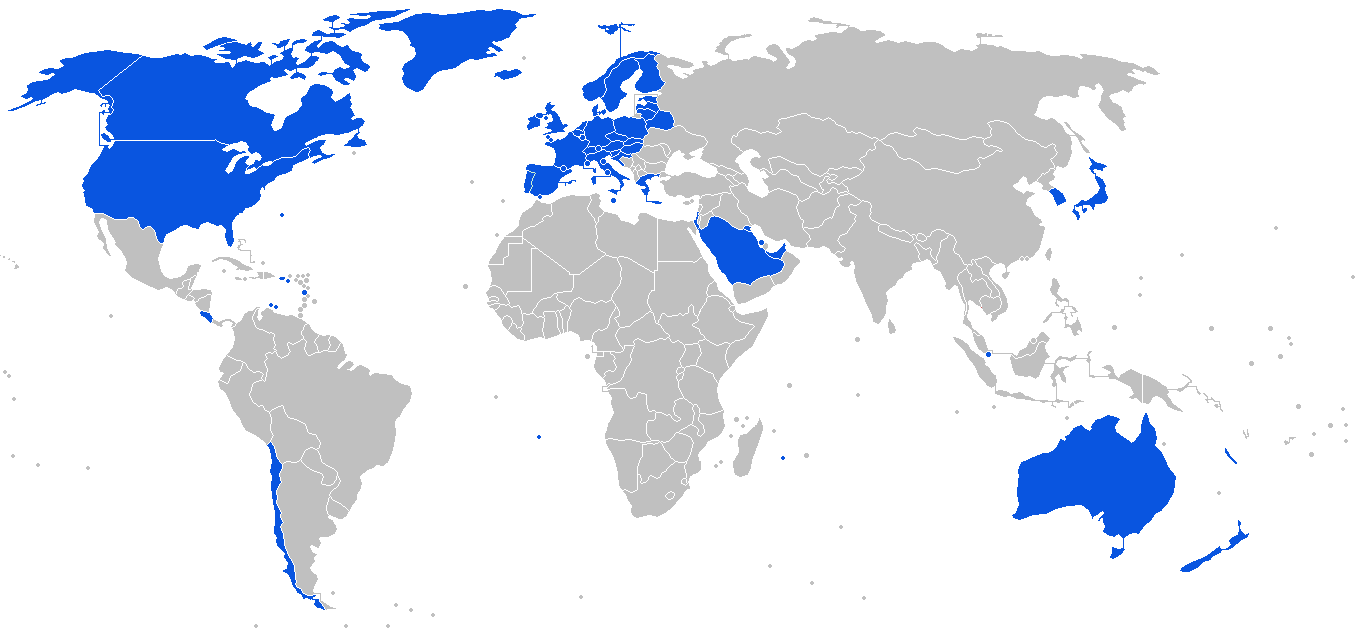
Länder, in denen Leitungswasser aufgrund geringer Keimbelastung auch von Touristen bedenkenlos getrunken werden kann.

## Leitungssysteme
Für die verschiedenen Nutzungszwecke müssen unterschiedliche Wasserleitungen nebeneinander betrieben werden. Beispielsweise sind in der Chemieindustrie z. T. drei oder mehr Leitungsnetze installiert, in denen Wasser unterschiedlicher Güte oder Temperatur transportiert wird.
In Nord- und Mitteleuropa wurde die öffentliche Wasserversorgung seit dem 19. Jahrhundert in einem einheitlichen Versorgungsnetz ausgeführt.
Insbesondere in südlichen Ländern, wo das Wasser in Trinkwasserqualität knapp ist, verfügen einige Städte jedoch über zwei getrennte Wasserverteilungssysteme. Brauchwasser, insbesondere das Löschwasser zur Speisung der Feuerwehr-Hydranten wird dabei teilweise über ein unabhängiges Leitungsnetz geführt.
Brauchwasser kann auch in Haushalten verwendet werden, etwa zur Toilettenspülung und in der Waschmaschine. Lokal kann es durch Brunnen oder Regenwassernutzung gewonnen werden. Eine biologische Wasseraufbereitung erlaubt es auch, Abwasser zu Brauchwasser aufzubereiten. Für derartige Nutzungen muss im Gebäude ein zweites Wasserleitungssystem neben dem Trinkwassernetz installiert werden.

## Qualität des Leitungswassers

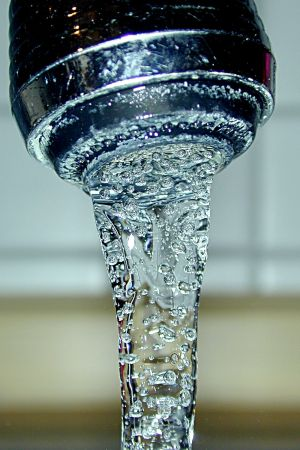
Leitungswasser

Die größte Gefährdung geht vom Zustand des Netzes und den verwendeten Wasserrohren aus. Wo das Leitungsnetz schlecht saniert wird (z. B. in Großbritannien mit Wasserverlusten von etwa 30 %), können auch Substanzen aus dem Boden in die Leitungen eindringen. Bis 1990 wurden in Deutschland für große Wasserleitungsrohre im öffentlichen Versorgungsnetz Asbestzementrohre verwendet.
Die Trinkwasserverordnung regelt, dass das Trinkwasser nicht nur an der Übergabestelle ins Haus, sondern auch in der Trinkwasserinstallation bis zum Wasserhahn einwandfrei sein muss. Entsprechend müssen auch Hauswasserleitungen durch die Vermieter saniert werden. Bis 1960 wurden in Häusern noch Bleirohre verwendet, die dort z. T. auch heute noch liegen können. Blei kann beim Menschen verschiedenste Krankheitsbilder hervorrufen. Insbesondere Babys und Kinder sind durch schwermetallhaltiges Trinkwasser gefährdet, wie zum Beispiel durch mit Kupfer belastetes Trinkwasser. Gemäß Trinkwasserverordnung liegen die Grenzwerte für Blei und Kupfer bei 25 µg Pb/l (ab dem Jahr 2013 10 µg/l) bzw. 2000 µg Cu/l. Eine Abgabe aus dem Rohr an das Trinkwasser findet nur selten statt. Wichtig ist dabei eine ausreichende Kalkschicht auf der Innenseite der Kupferleitungen. Diese Kalkschicht kann sich nur bilden, wenn das Trinkwasser sich im Kalk-Kohlensäure-Gleichgewicht befindet. Nach der Trinkwasserverordnung sind die Wasserwerke verpflichtet, dies zu überprüfen. Gerade in kalkarmen Gebieten kann das Grundwasser aggressiv sein. Sollten sich unter einem tropfenden Wasserhahn Grünspanspuren zeigen, so ist dies ein deutliches Zeichen für eine nicht ausreichende Kalkschutzschicht in den Kupferrohren. In diesem Fall sollte unbedingt ein Fachmann bzw. der örtliche Wasserversorger um Rat gefragt werden.
Von Stagnationswasser spricht man, wenn Wasser auf dem Weg von der Quelle bis zur Entnahmestelle in den Leitungssträngen länger als 4 Stunden zum Stillstand gekommen ist. Bei Stagnationswasser kommt es aufgrund von chemischen, physikalischen und mikrobiellen Prozessen zu einer Bildung von Biofilm. Keime, die sich im Biofilm sammeln und vermehren, gelangen bei der Wasserentnahme an den Verbraucher. Dies stellt dem Umweltbundesamt (UBA) zufolge ein gesundheitliches Risiko dar. Deshalb sollte Stagnationswasser wegen möglicher Keim- und sonstiger Belastungen nicht als Trinkwasser verwendet werden und solange zum Fließen gebracht werden, bis das merklich kühlere Wasser aus der öffentlichen Leitung kommt.
Wird nicht ausreichend und ständig Wasser aus den Wasserleitungen genommen, beispielsweise aufgrund des demografischen Wandels (Bevölkerungsrückgang), besteht ebenfalls ein hohes Risiko der Keimbildung. Solchen Problemen müssen die Wasserversorger mit Spülungen und Notentnahmen entgegenwirken. Ein Beispiel hierzu sind einige ostdeutsche Kommunen, in denen der Wasserverbrauch in den letzten Jahren so stark gesunken ist, dass regelmäßige Gegenmaßnahmen durch den Wasserversorger erforderlich wurden. Auf Dauer kann dort ein Rück- bzw. Umbau des Wassersystems (semi- bzw. dezentrale Aufbereitung) sinnvoller sein als die Beibehaltung eines zentralen Systems mit langen Leitungen.
Das Leitungswasser belastende Stoffe, auch Keime, können mit dem Einsatz einer Nanofiltrationsanlage bzw. Osmoseanlage entfernt werden. Diese Anlagen werden schon länger in der Pharma- und Nahrungsmittelindustrie eingesetzt; es sind auch Geräte für Privathaushalte bzw. für den semi-zentralen Einsatz in Kleinsiedlungen verfügbar. Das Leitungswasser in Deutschland ist durch die umfangreichen Kontrollen fast keimfrei und kann somit auch für Babys und Kleinkinder genutzt werden.
Legionellen bilden sich in lauwarmem Wasser. Auch in Deutschland gab es Probleme dieser Art, insbesondere in den Warmwasserleitungssystemen von Krankenhäusern und Hotels. Legionellen verursachen die unter Umständen tödlich verlaufende Legionärskrankheit.
Wird die empfohlene Trinkwassermenge mit Leitungswasser statt mit Flaschenwasser gedeckt, kann sich die Mikroplastikaufnahme von 90.000 auf 4.000 Teile pro Jahr reduzieren.

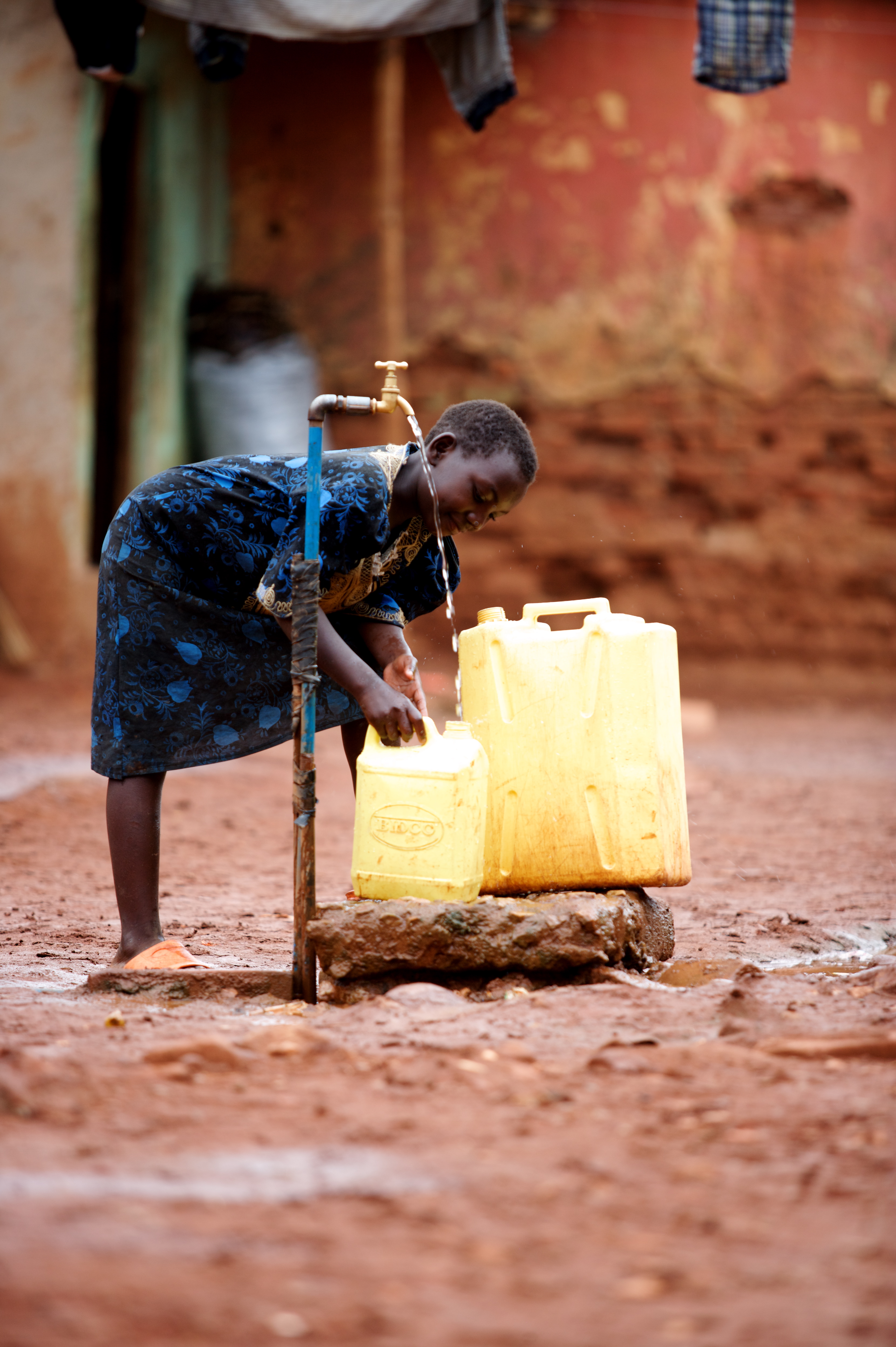
Öffentliche Wasserversorgung in Kawempe, Uganda

## Bezeichnungen
In Deutschland wird Trinkwasser aus der Leitung umgangssprachlich auch als Kran(en)wasser, Krane(n)berger oder Kranenburger bezeichnet, abgeleitet vom westmitteldeutschen Begriff Kran für Wasserhahn. In Küppers Wörterbuch der deutschen Umgangssprache steht zu letzteren beiden: „Scherzhafte Wertsteigerung des Wassers aus dem Kran nach dem Muster von Weinbezeichnungen oder Bier-Markennamen. Spätestens seit 1900.“ Weitere scherzhafte Begriffe sind Rohrperle und Leitungsheimer. In der Schweiz ist Hahnenwasser üblich; die entsprechende scherzhafte Aufwertung ist Hahnenburger.
Ähnliche scherzhafte Aufwertungen kommen auch im Französischen vor, als Variation des Namens vieler Weingüter: Château (de) la Pompe – das Wort pompe bedeutet im Französischen sowohl „Pumpe“ als auch „(öffentlicher) Brunnen“.